# Турул

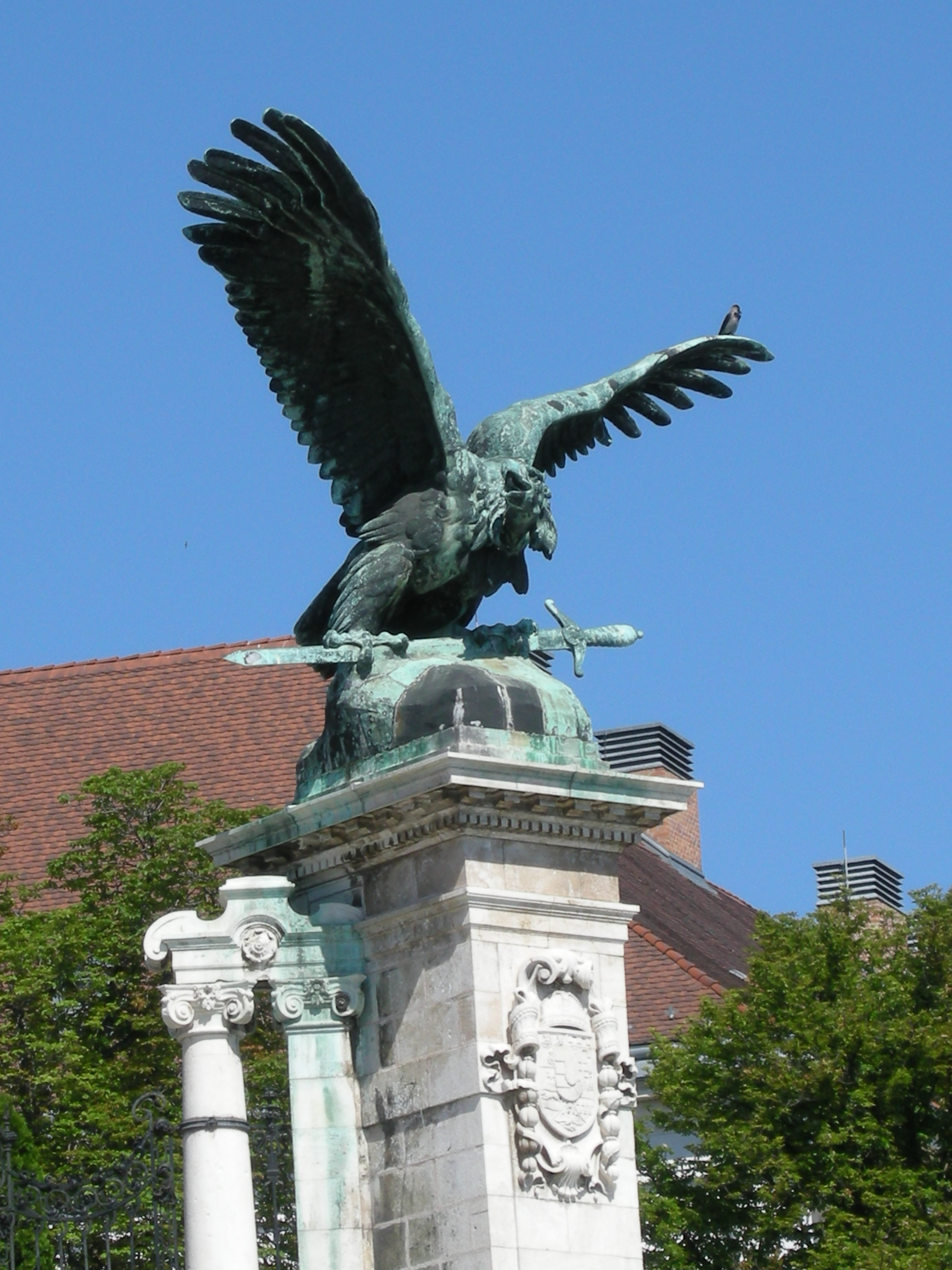
Статуя турула в Будапеште.

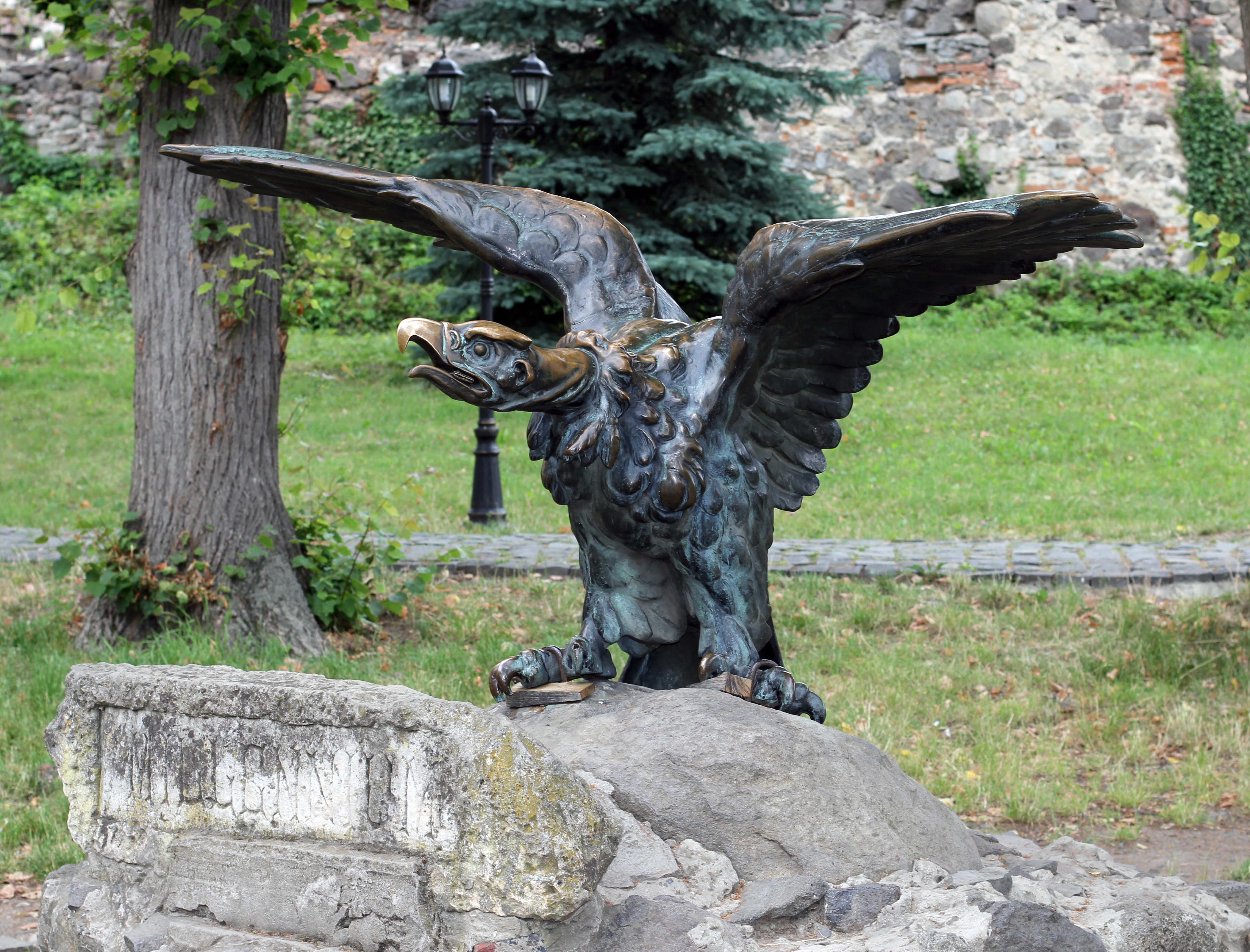
Статуя турула в Ужгороде.

Турул (венг. Turul) — птица, часто упоминаемая в венгерской мифологии.
Турул представляет собой большую птицу, напоминающую сокола и являющуюся вестником богов как пережиток венгерского анимизма. Во многих мифах и легендах его предсказаниям приписывают важнейшие события в истории венгерского народа, как, например, переселение с Урала на Дунай.
Турул изображён на многих венгерских геральдических знаках, в Венгрии находится большое количество статуй этой мифической птицы. Статуи турулов украшают вершины четырёх мачт моста Свободы в Будапеште. За пределами Венгрии была известна статуя турула в Мукачевском замке «Паланок» (эта скульптура массой 850 кг, высотой около 2 м была заменена украинским тризубом в 2022 году), а также статуя в Ужгородском замке. По легенде, птица принесла предводителю повстанцев, князю Ференцу Ракоци, потерянный в битве меч (часть меча была утрачена по вине вандалов). В 2022 году статую птицы снесли.
В первой половине XX в. Турул использовался как символ сторонниками правоконсервативных сил в Венгрии.